# Перкиу (Бакау)
Перкиу (рум. Perchiu) насеље је у Румунији у округу Бакау у општини Хурујешти. Oпштина се налази на надморској висини од 169 m.

## Становништво
Према подацима из 2002. године у насељу је живело 184 становника, од којих су сви румунске националности.